# Protaetia pseudohageni
Protaetia pseudohageni är en skalbaggsart som beskrevs av Miksic 1963. Protaetia pseudohageni ingår i släktet Protaetia och familjen Cetoniidae. Inga underarter finns listade i Catalogue of Life.